# Decazeville
Decazeville è un comune francese di 6 302 abitanti situato nel dipartimento dell'Aveyron nella regione dell'Occitania.

## Società

### Evoluzione demografica
Abitanti censiti

## Amministrazione

### Gemellaggi
- Utrillas
- Coazze